# Paul Lefèvre
Pour les articles homonymes, voir Lefèvre et Paul Lefèvre (homonymie).
Paul Lefèvre, né le 19 mars 1943, est un journaliste de presse écrite, de radio et de télévision, présentateur de journaux, et chroniqueur judiciaire français.

## Biographie
Paul Lefèvre est né le 19 mars 1943. Il commence sa carrière à la radio comme présentateur de flashes et de journaux à Europe 1 puis sur France Inter, où il présente Inter Actualités à 20 h.[Quand ?]
À la télévision il présente Télé Midi (équivalent du journal de 13 heures) sur la Première chaîne de l'ORTF puis les journaux d'Antenne 2. Il est également chroniqueur judiciaire et reporter. En 1987, il rejoint la rédaction de La Cinq. Il intervient régulièrement en tant que chroniqueur judiciaire et éditorialiste, lors du Journal de 20 heures de la chaîne, notamment lors du procès de Klaus Barbie pour crimes contre l'humanité. À partir de septembre 1991 il y anime Histoires vraies avec Marie-Laure Augry, de 1991 à 1992, en remplacement de Béatrice Schönberg et Gilles Schneider. Il annonce en direct la mort de La Cinq le 3 avril 1992, en compagnie de Jean-Claude Bourret et Marie-Laure Augry notamment. 
En 1993, il refuse de prendre sa retraite, expliquant qu'il est sur plusieurs projets[Quoi ?]. 
Il travaille ensuite pour le groupe M6 : de 2006 à 2008, il est chroniqueur pour Secrets d'actualité présenté par Éric Delvaux sur M6, puis de 2008 à 2018 dans Enquêtes criminelles : le magazine des faits divers sur W9 présenté tout d'abord par Sidonie Bonnec puis par Nathalie Renoux. 
Depuis 2006, il exerce également dans Crimes et enquêtes et Les cicatrices de la justice sur Planète+ CI.

## Prise de position et citations
Durant les années 1970, Paul Lefèvre s'est illustré comme un fervent opposant à la peine de mort. Il a couvert l'affaire de Bruay-en-Artois à propos de laquelle il confie: « l'assassin de la petite Dewèvre (ndlr : Brigitte Dewèvre, la victime) court peut-être toujours… je n'ai jamais cru en la culpabilité de Leroy (ndlr : Maitre Pierre Leroy le principal suspect) ».
- À propos de l'affaire Ranucci :

« Après avoir entendu le premier écho du couperet ce soir, on se sent déchiré par le meurtre de l'enfant et l'annonce du verdict. Combien sont tranquilles ceux qui pensent sincèrement que la peine de mort est efficace, juste, exemplaire… Je les envie »
— Journal de télévision d'Antenne 2, le 10 mars 1976
- À propos de l'affaire Ranucci :

« Un homme sur lequel on tire dans le dos, c'est d'une telle lâcheté. »
- À propos de La Cinq :

« Pour chacun de nous, La Cinq n'était pas un employeur, c'était une aventure et une équipe, j'en étais le doyen et c'était très rigolo ! »

## Bilan médiatique
- Inter Actualités (journal de 20 heures) sur  France Inter : présentateur
- Télé Midi (journal de 13 heures) sur la Première chaîne de l'ORTF
- 1976 : Le Journal de 20 heures d'Antenne 2 : présentateur
- Les Chroniques judiciaires sur La Cinq
- 1991-1992 : Histoires vraies sur La Cinq : coprésentateur avec Marie-Laure Augry
- Depuis 2006 : Crimes et enquêtes sur Planète+ CI
- Depuis 2006 : Les cicatrices de la justice sur Planète+ CI
- De 2006 à 2008 : Secrets d'actualité sur M6 : chroniqueur
- De 2008 à 2018 : Enquêtes criminelles : le magazine des faits divers sur W9 : chroniqueur

## Publications
- Les serviteurs de la justice, Juillard, 1974.
- Les Filles de Grenoble, J'ai lu, 1982.
- Tueuses, First, 2012.

## Distinction
- Paul Lefèvre est chevalier de l'ordre national de la Légion d'honneur[réf. nécessaire]